# Bierbach (Rodauer Bach)
Der Bierbach ist ein fast 2 Kilometer langer silikatischer Mittelgebirgsbach des Odenwaldes und ein rechter und südlicher Zufluss des Rodauer Bachs im hessischen Landkreis Darmstadt-Dieburg.

## Geographie

### Verlauf
Der Bierbach entspringt auf rund 247 m ü. NHN ca. 300 Meter südöstlich des Bierbachteichs am mittleren Nordhang der Altscheuer im Bereich des Kleinen Felsenmeers (NSG Granitfelsen-Felsenmeer Steingeröll) im Hangwald und fließt in um den Norden schwankender Richtung. Nach dem Wiederaustritt aus dem Bierbachteich wechselt er in die offene Flur, wo ihn auf einigen kurzen Etappen Ufergehölz begleitet. In der Flur läuft bald von Südosten her ein zweiter, deutlich kürzerer Quellast zu. Im Ortskern von Rodau ist er zuletzt verdolt und fließt von rechts und auf etwa 195 m ü. NHN in den Rodauer Bach ein.
Der Bierbach mündet nach 1,7 km langem Weg mit mittlerem Sohlgefälle von rund 31 ‰ etwa 52 Höhenmeter unterhalb seines Ursprungs.

### Zuflüsse
- Bornwiesengraben, von rechts und Südosten zwischen Bierbachteich und Rodau.

### Flusssystem Gersprenz
- Fließgewässer im Flusssystem Gersprenz

### Ortschaften
- Rodau